# Aris Salonique Football Club
Pour le club omnisport, voir Aris Salonique.
Maillots
Actualités
Le Podosfairikí Anónymi Etaireía Áris Thessaloníki (en grec moderne : Ποδοσφαιρική Ανώνυμη Εταιρεία Άρης Θεσσαλονίκης), plus couramment abrégé en PAE Áris Thessaloníki, en Áris FC ou encore en Áris Thessalonique est un club grec de football fondé en 1914 et basé dans la ville de Thessalonique.
Il est la section football du club omnisports du même nom, l'Aris Salonique.

## Histoire

### Débuts du club
Fondé le 25 mars 1914, ses couleurs sont le jaune et le noir, en référence aux couleurs de l'Empire byzantin. Le club figure parmi les cinq plus populaires de Grèce dans un sondage commandité par la ligue de football grecque (Superleague Ellàda) en mai 2007.

### Association des amis de L'Aris FC
En décembre 2006, l'Aris FC prend une direction nouvelle dans son histoire, en donnant la possibilité aux supporters d'acheter des parts du club. L'association prend le nom d' Association des amis de l'Aris FC et a pour but de mettre fin aux graves problèmes financiers que connait le club depuis le début des années 2000. En achetant des parts, chaque membre de l'association acquiert le droit de voter pour élire le président du club, ainsi que le droit de se présenter auxdites élections.
Les premières élections ont eu lieu en mai 2009, Αthanasios Athanasiadis remportant le scrutin face au candidat sortant Lambros Skordas, avec 75,5 % des votes.

### Relégation en troisième division
À l'issue de la saison 2013-2014, Aris termine dernier de Superleague Ellàda et doit donc être relégué en Football League (deuxième division). Mais en raison des problèmes financiers persistants du club, criblé de dettes, un tribunal ordonne la dissolution de son conseil d'administration. Le club réagit en décidant de renoncer au statut professionnel, ce qui le soulage de ses dettes, mais lui interdit de disputer le championnat de Football League, qui est une ligue professionnelle. L'Aris FC subit donc une relégation supplémentaire d'une autre division, et doit s'inscrire pour la saison 2014-2015 au championnat de Football League 2 (troisième division).

### Retour en première division
Après être revenu en deuxième division pour la saison 2016-2017, le club échoue de peu la montée directe en première division en finissant troisième. La saison suivante Aris termine à la deuxième place à un point du champion et remonte en première division pour la saison 2018-2019.

## Stade

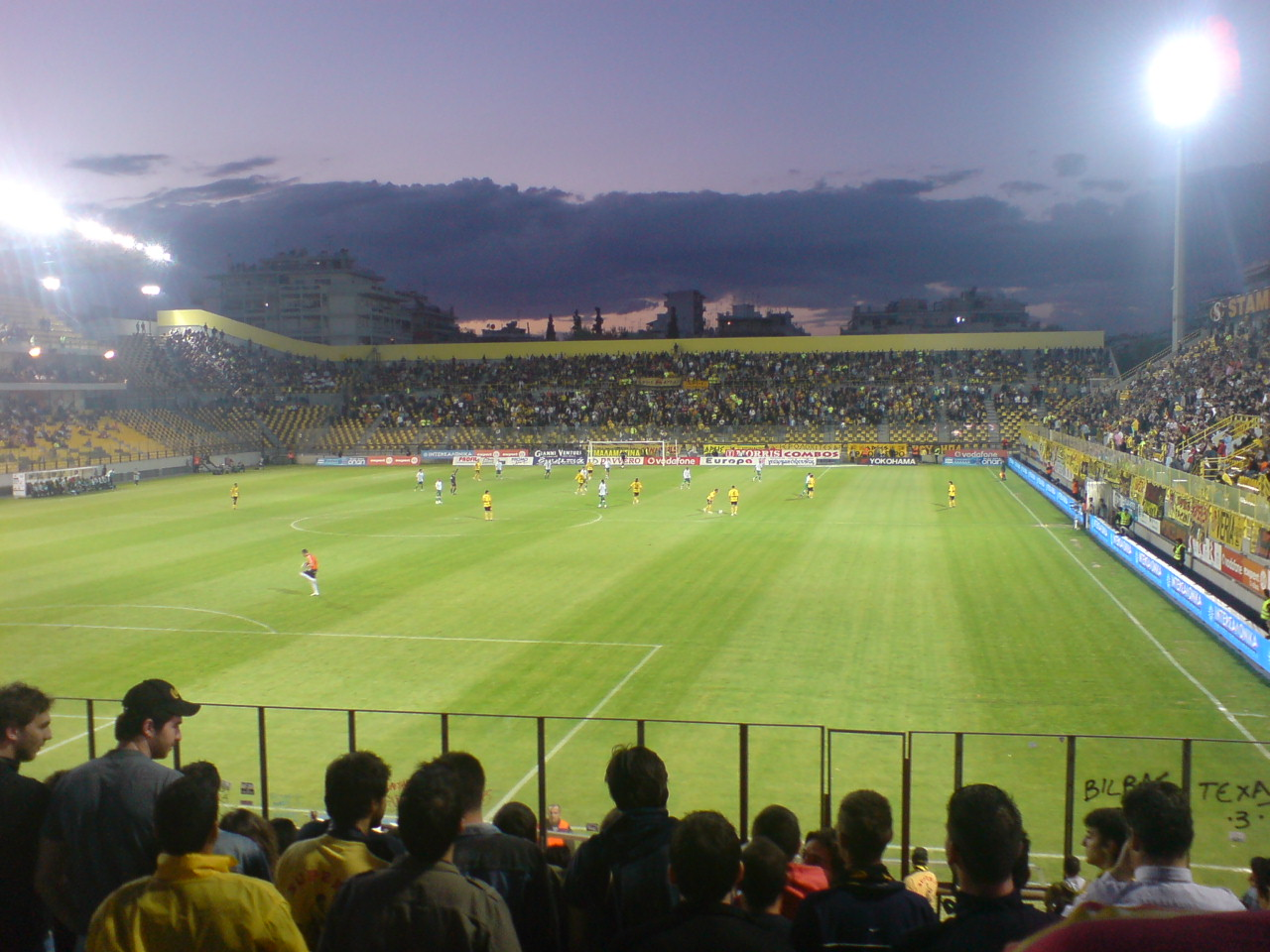
Stade Kleánthis-Vikelídis

L'équipe utilise pour ses matchs à domicile le stade Kleánthis-Vikelídis construit en 1951, entièrement rénové en 2004 à l'occasion des Jeux olympiques d'Athènes, durant lesquels l'enceinte a servi de centre d'entraînement pour les équipes nationales de football engagées dans la compétition. Le club projette de construire un nouveau stade d'une capacité de 32 000 places à Thermi (une banlieue de Thessalonique située à 15 km du centre-ville). Les travaux devraient s'achever en 2014, coïncidant ainsi avec le centenaire de l'Aris FC.

## Bilan sportif

### Palmarès
| Compétitions nationales | Compétitions régionales | |
| --- | --- | --- |
| \| - Championnat de Grèce (3) : - Champion : 1927-28, 1931-32 et 1945-46. - Vice-champion : 1922-23, 1929-30, 1932-33 et 1979-80. - Coupe de Grèce (1) : - Vainqueur : 1969-70. - Finaliste : 1931-32, 1932-33, 1939-40, 1949-50, 2002-03, 2004-05, 2007-08, 2009-10 et 2023-24.. - Championnat de Grèce de troisième division (1) : - Champion : 1997-98. - Vice-champion : 2017-18. \| \| - Championnat de Grèce de quatrième division (1) : - Champion : 2015-16 (Gr. 1). - Vice-champion : 2014-15 (Gr. 1). \| | - Championnat de Macédoine (13) : - Champion : 1922-23, 1923-24, 1925-26, 1927-28, 1928-29, 1929-30, 1930-31, 1933-34, 1937-38, 1945-46, 1948-49, 1952-53 et 1958-59. - Vice-champion : 1938-39, 1947-48, 1950-51, 1953-54, 1955-56 et 1956-57. - Championnat de Thessalonique (1) : - Champion : 1922-23. - Coupe de Grande-Grèce (1) : - Vainqueur : 1970-71. | |
| - Championnat de Grèce (3) : - Champion : 1927-28, 1931-32 et 1945-46. - Vice-champion : 1922-23, 1929-30, 1932-33 et 1979-80. - Coupe de Grèce (1) : - Vainqueur : 1969-70. - Finaliste : 1931-32, 1932-33, 1939-40, 1949-50, 2002-03, 2004-05, 2007-08, 2009-10 et 2023-24.. - Championnat de Grèce de troisième division (1) : - Champion : 1997-98. - Vice-champion : 2017-18. | | - Championnat de Grèce de quatrième division (1) : - Champion : 2015-16 (Gr. 1). - Vice-champion : 2014-15 (Gr. 1). |

### Records individuels
|   | Nom                | Matchs | Dates     |
| - | ------------------ | ------ | --------- |
| 1 | Dinos Kouis        | 473    | 1974-1991 |
| 2 | Theodoros Pallas   | 368    | 1966-1980 |
| 3 | Christos Nalbantis | 303    | 1965-1976 |
| 4 | Giorgos Foiros     | 303    | 1971-1983 |
| 5 | Giannis Venos      | 303    | 1973-1984 |

|   | Nom                  | Buts | Dates           |
| - | -------------------- | ---- | --------------- |
| 1 | Dinos Kouis          | 141  | 1974-1991       |
| 2 | Alexandros Alexiades | 127  | 1963-1975       |
| 3 | Kostas Papaioannou   | 65   | 1967-1976       |
| 4 | Vasílis Dimitriádis  | 48   | 1986-1991, 1997 |
| 5 | Georgios Zindros     | 46   | 1976-1984       |

### Bilan européen
| Compétition                | P  | M  | V  | N  | D  | BP  | BC  | Diff. |
| -------------------------- | -- | -- | -- | -- | -- | --- | --- | ----- |
| Coupe des coupes (C2)      | 1  | 2  | 0  | 1  | 1  | 2   | 6   | -4    |
| Ligue Europa (C3)          | 13 | 53 | 21 | 15 | 17 | 69  | 76  | -7    |
| Ligue Conférence (C4)      | 4  | 12 | 6  | 2  | 4  | 16  | 14  | +2    |
| Coupe des villes de foires | 5  | 12 | 3  | 2  | 7  | 12  | 28  | -16   |
| Total                      | 23 | 79 | 30 | 20 | 29 | 101 | 125 | -24   |

## Personnalités du club

### Présidents
Le tableau suivant présente la liste des présidents du club depuis 1914.
| Rang | Nom                      | Période   |
| ---- | ------------------------ | --------- |
| 1    | Mínos Kydonákis          | 1914-1916 |
| 2    | Dimítris Ioannídis       | 1916-1923 |
| 3    | Leftéris Iliádis         | 1923-1928 |
| 4    | Giánnis Angélou          | 1928-1930 |
| 5    | Leftéris Iliádis         | 1930-1931 |
| 6    | Pétros Lóyvaris          | 1931-1934 |
| 7    | Níkos Kasápis            | 1934-1935 |
| 8    | Leftéris Iliádis         | 1935-1936 |
| 9    | George Paraskevaides     | 1936-1937 |
| 10   | Panagiótis Kosmatópoulos | 1937-1938 |
| 11   | Mánthos Matthaíou        | 1938-1941 |
| 12   | ?                        | 1941-1945 |
| 13   | Giánnis Angélou          | 1945-1946 |
| 14   | Stélios Kazantzís        | 1946-1947 |
| 15   | Stérgios Giouvanákis     | 1948-1949 |
| 16   | Giánnis Angélou          | 1949-1950 |
| 17   | Stérgios Giouvanákis     | 1950-1951 |

| Rang | Nom                     | Période   |
| ---- | ----------------------- | --------- |
| 18   | Giánnis Angélou         | 1951-1952 |
| 19   | ?                       | 1952-1954 |
| 20   | Giánnis Angélou         | 1954-1955 |
| 21   | Stérgios Giouvanákis    | 1955-1957 |
| 22   | Giánnis Angélou         | 1957-1958 |
| 23   | Grigóris Chatziantoníou | 1958-1959 |
| 24   | Giánnis Cholévas        | 1959-1960 |
| 25   | Nikifóros Vikelídis     | 1960-1962 |
| 26   | Stérgios Giouvanákis    | 1962-1963 |
| 27   | Giánnis Cholévas        | 1963-1964 |
| 28   | Giórgos Grigoriádis     | 1964-1967 |
| 29   | Kóstas Vikelídis        | 1967-1969 |
| 30   | Níkos Kampánis          | 1969-1972 |
| 31   | Menélaos Chatzigeorgíou | 1972-1973 |
| 32   | Níkos Kampánis          | 1973-1974 |
| 33   | Giórgos Grigoriádis     | 1974-1975 |
| 34   | Níkos Kampánis          | 1975-1976 |

| Rang | Nom                         | Période   |
| ---- | --------------------------- | --------- |
| 35   | Apóstolos Georgiádis        | 1977-1979 |
| 36   | Menélaos Chatzigeorgíou     | 1979-1980 |
| 37   | Chrístos Kállen             | 1980-1982 |
| 38   | Vangélis Ioannídis          | 1982-1984 |
| 39   | Kyriákos Maravélias         | 1984-1985 |
| 40   | Dímos Dasygénis             | 1985-1987 |
| 41   | Vangélis Ioannídis          | 1987-1988 |
| 42   | V. Ioannídis & D. Dasygénis | 1988-1990 |
| 43   | Serafeím Dedéoglou          | 1990-1991 |
| 44   | Dimítris Iliádis            | 1991-1992 |
| 45   | Vangélis Ioannídis          | 1992-1993 |
| 46   | Níkos Tsaroúchas            | 1993-1994 |
| 47   | Lámpros Grántas             | 1994-1997 |
| 48   | Télis Politákis             | 1997-1998 |
| 49   | Vangélis Ioannídis          | 1998-2000 |
| 50   | Panagiótis Spýrou           | 2000-2001 |
| 51   | Giánnis Zachoudánis         | 2001-2002 |

| Rang | Nom                   | Période   |
| ---- | --------------------- | --------- |
| 52   | Alkétas Panagoúlias   | 2002      |
| 53   | Sotíris Karampéris    | 2003-2004 |
| 54   | Nikítas Matthaíou     | 2004-2005 |
| 55   | Lámpros Skórdas       | 2005-2009 |
| 56   | Thanásis Athanasiádis | 2009-2012 |
| 57   | Giánnis Psifídis      | 2012-2013 |
| 58   | Lámpros Skórdas       | 2013      |
| 59   | Dimítris Iliádis      | 2013-2014 |
| 60   | Lámpros Skórdas       | 2014      |
| 61   | Dimítris Iliádis      | 2014      |
| 62   | Giórgos Galanós       | 2014      |
| 63   | Álex Kálas            | 2014-2015 |
| 64   | Thódoros Karypídis    | 2015-     |

### Entraîneurs
Le tableau suivant présente la liste des entraîneurs du club depuis 1914.
| Rang | Nom                   | Période   |
| ---- | --------------------- | --------- |
| 1    | Grigoris Vlachopoulos | 1914-1922 |
| 2    | Kostas Vikelidis      | 1922-1927 |
| 3    | Thomas Kössler        | 1927-1929 |
| 4    | De Valer              | 1929-1932 |
| 5    | Kostas Vikelidis      | 1932      |
| 6    | Gyula Antal           | 1932-1934 |
| 7    | Kostas Vikelidis      | 1934-1940 |
| -    | Guerre mondiale       | 1940-1945 |
| 8    | Dionysis Kaltekis     | 1945-1949 |
| 9    | Iakovos Yakumis       | 1949-1950 |
| 10   | Nikolaos Aggelakis    | 1950-1953 |
| 11   | Kleánthis Vikelídis   | 1953-1955 |
| 12   | Kiril Simonovski      | 1955      |
| 13   | Ernst Netuka          | 1955      |
| 14   | Aleksandar Petrović   | 1955-1956 |
| 15   | Mladen Kašanin        | 1956      |
| 16   | Ivan Stevović         | 1956-1957 |
| 17   | Kleánthis Vikelídis   | 1957      |
| 18   | Ivan Stevović         | 1957-1958 |
| 19   | Dionysis Kaltekis     | 1958      |
| 20   | Carl Panagl           | 1958      |
| 21   | Kleánthis Vikelídis   | 1958-1959 |
| 22   | Svetislav Glišović    | 1959-1961 |
| 23   | Kleánthis Vikelídis   | 1961      |
| 24   | Kostas Velliadis      | 1961      |
| 25   | Ljubiša Spajić        | 1961-1962 |
| 26   | Vasilis Grigoriadis   | 1962      |
| 27   | Ettore Trevisan       | 1962      |
| 28   | Bela Palfi            | 1962-1966 |
| 29   | Svetislav Glišović    | 1966-1967 |
| 30   | Severiano Correia     | 1967-1969 |

| Rang | Nom                 | Période   |
| ---- | ------------------- | --------- |
| 31   | Nikolaos Aggelakis  | 1969      |
| 32   | Milovan Ćirić       | 1969-1970 |
| 33   | Michalis Baltatzis  | 1970      |
| 34   | Milovan Ćirić       | 1970-1971 |
| 35   | Michalis Baltatzis  | 1971      |
| 36   | Les Allen           | 1971      |
| 37   | Wilf McGuinness     | 1971-1973 |
| 38   | Branko Stanković    | 1973-1975 |
| 39   | Alkétas Panagoúlias | 1975      |
| 40   | Dobromir Zhechev    | 1975-1976 |
| 41   | Alkétas Panagoúlias | 1976-1977 |
| 42   | Panagiotis Patsidis | 1977      |
| 43   | Carl-Heinz Rühl     | 1977      |
| 44   | Panagiotis Patsidis | 1977-1978 |
| 45   | Milovan Ćirić       | 1978      |
| 46   | Apostol Čačevski    | 1978-1979 |
| 47   | José Sasía          | 1979-1980 |
| 48   | Frank Blunstone     | 1980      |
| 49   | Michal Vičan        | 1980-1981 |
| 50   | Giannis Nalbantis   | 1981      |
| 51   | Dettmar Cramer      | 1981-1982 |
| 52   | Antonis Georgiadis  | 1982-1984 |
| 53   | Kostas Chatzikostas | 1984      |
| 54   | Thijs Libregts      | 1986      |
| 55   | Giannis Venos       | 1986      |
| 56   | Gojko Zec           | 1986-1987 |
| 57   | Klimis Gounaris     | 1987      |
| 58   | Gerd Prokop         | 1987-1988 |
| 59   | Alkétas Panagoúlias | 1988-1990 |
| 60   | Kostas Tsilios      | 1990      |
| 61   | Jacek Gmoch         | 1990-1991 |

| Rang | Nom                          | Période   |
| ---- | ---------------------------- | --------- |
| 62   | Kostas Tsilios               | 1991      |
| 63   | Ivan Vutsov                  | 1991-1992 |
| 64   | Giorgos Foiros               | 1992-1996 |
| 65   | Giannis Tzifopoulos          | 1996      |
| 66   | Jozef Jarabinský             | 1996      |
| 67   | Stavros Diamantopoulos       | 1996-1997 |
| 68   | Semertzidis & G. Pantziaras  | 1997      |
| 69   | Juan Ramón Rocha             | 1997      |
| 70   | Giorgos Foiros               | 1997-1998 |
| 71   | Georgios Paraschos           | 1998      |
| 72   | Alkétas Panagoúlias          | 1998-1999 |
| 73   | Ilija Petković               | 1999-2000 |
| 74   | Semertzidis & G. Michalitsos | 2000      |
| 75   | Babis Tennes                 | 2000-2001 |
| 76   | Henri Michel                 | 2001      |
| 77   | Richard Tardy                | 2001-2002 |
| 78   | Giannis Tzifopoulos          | 2001      |
| 79   | Bernd Krauss                 | 2002      |
| 80   | Giorgos Foiros               | 2002-2003 |
| 81   | Giannis Michalitsos          | 2003      |
| 82   | Giorgos Pantziaras           | 2003      |
| 83   | Ole Skouboe                  | 2003      |
| 84   | Makis Katsavakis             | 2003-2004 |
| 85   | Giorgos Chatzaras            | 2004-2005 |
| 86   | Martti Kuusela               | 2005      |
| 87   | Níkos Anastópoulos           | 2005-2006 |
| 88   | Guillermo Ángel Hoyos        | 2006      |
| 89   | Nikos Passialis              | 2006-2007 |
| 90   | Quique Hernández             | 2007      |
| 91   | Juan Oliva                   | 2007      |
| 92   | Dušan Bajević                | 2007-2008 |

| Rang | Nom                          | Période   |
| ---- | ---------------------------- | --------- |
| 93   | Quique Hernández             | 2008-2009 |
| 94   | Mazinho                      | 2009      |
| 95   | Dimitris Bugiuklis           | 2009      |
| 96   | Héctor Cúper                 | 2009-2011 |
| 97   | Giannis Michalitsos          | 2011      |
| 98   | Sakis Tsiolis                | 2011      |
| 99   | Michał Probierz              | 2011-2012 |
| 100  | Semertzidis & G. Michalitsos | 2012      |
| 101  | Manuel Machado               | 2012      |
| 102  | Makis Katsavakis             | 2012      |
| 103  | N. Passialis & D. Bugiuklis  | 2012      |
| 104  | Lucas Alcaraz                | 2012-2013 |
| 105  | Giannis Michalitsos          | 2013      |
| 106  | Soulis Papadopoulos          | 2013      |
| 107  | Giannis Chatzinikolaou       | 2013      |
| 108  | Zoran Milinković             | 2013      |
| 109  | Soulis Papadopoulos          | 2013-2014 |
| 110  | Giorgos Foiros               | 2014      |
| 111  | Dimitris Kalaitzidis         | 2014      |
| 112  | Paulo Campos                 | 2014-2015 |
| 113  | Siniša Dobrasinović          | 2015      |
| 114  | Dimitris Kalaitzidis         | 2015      |
| 115  | Níkos Anastópoulos           | 2015-2017 |
| 116  | Nikos Kostenoglou            | 2017      |
| 117  | Dimitrios Spanos             | 2017-2018 |
| 118  | Paco Herrera                 | 2018      |
| 119  | Savvas Pantelidis            | 2018-2019 |
| 120  | Apostolos Terzis             | 2019      |
| 121  | Michael Oenning              | 2019-2020 |
| 122  | Akis Mantzios                | 2020-     |

### Joueurs

#### Effectif professionnel actuel (2025-2026)
| N° | Nat.                   | Poste | Nom du joueur                                         |
| -- | ---------------------- | ----- | ----------------------------------------------------- |
| 4  | Drapeau du Brésil      | D     | Fabiano                                               |
| 7  | Drapeau de l'Espagne   | M     | Carles Pérez (prêté par le Celta Vigo)                |
| 8  | Drapeau de l'Espagne   | M     | Monchu ()                                             |
| 9  | Drapeau du Zimbabwe    | A     | Tino Kadewere                                         |
| 10 | Drapeau de la Serbie   | M     | Uroš Račić                                            |
| 11 | Drapeau de la Grèce    | A     | Anastasios Donis                                      |
| 14 | Drapeau de la Tchéquie | D     | Jakub Brabec                                          |
| 15 | Drapeau de l'Espagne   | D     | Álvaro Tejero                                         |
| 17 | Drapeau de la Tchéquie | D     | Martin Frýdek                                         |
| 18 | Drapeau de la Roumanie | M     | Olimpiu Moruțan                                       |
| 19 | Drapeau de la Suède    | A     | Robin Quaison                                         |
| 20 | Drapeau de la Gambie   | D     | Noah Sonko Sundberg (prêté par le Ludogorets Razgrad) |
| 21 | Drapeau de la Croatie  | G     | Lovro Majkić                                          |
| 23 | Drapeau de l'Espagne   | G     | Julián Cuesta                                         |
| 24 | Drapeau du Portugal    | D     | Pedro Álvaro                                          |
| 25 | Drapeau du Sénégal     | M     | Mamadou Gning                                         |

| No. | Nat.                   | Position | Nom du joueur                          |
| --- | ---------------------- | -------- | -------------------------------------- |
| 26  | Drapeau des Pays-Bas   | M        | Gabriel Misehouy (prêté par le Girona) |
| 27  | Drapeau du Sénégal     | D        | Noah Fadiga                            |
| 28  | Drapeau du Brésil      | A        | Dudu                                   |
| 30  | Drapeau du Cameroun    | M        | Jean Jules                             |
| 33  | Drapeau de la Grèce    | G        | Geórgios Athanasiádis                  |
| 37  | Drapeau du Maroc       | D        | Hamza Mendyl                           |
| 41  | Drapeau de la Grèce    | A        | Konstantinos Charoupas                 |
| 70  | Drapeau de la Grèce    | M        | Giannis Gianniotas                     |
| 77  | Drapeau de la Grèce    | A        | Michalis Panagidis                     |
| 80  | Drapeau de l'Espagne   | A        | Loren Morón                            |
| 91  | Drapeau de l'Albanie   | G        | Emiliano Karaj                         |
| 92  | Drapeau de Maurice     | D        | Lindsay Rose                           |
| 97  | Drapeau de la Finlande | M        | Fredrik Jensen                         |
| 99  | Drapeau du Sénégal     | M        | Clayton Diandy                         |
|     | Drapeau du Costa Rica  | M        | Álvaro Zamora                          |
|     | Drapeau du Danemark    | M        | Pione Sisto                            |

#### Joueurs emblématiques
- Kleánthis Vikelídis
- Takis Loukanidis
- Dinos Kouis
- Alkétas Panagoúlias
- Giorgos Foiros
- Vasilis Dimitriadis
- Savvas Kofidis
- Fánis Kateryannákis
- Patrick Valéry
- Ilija Ivić
- Traïanós Déllas
- Ángelos Charistéas
- Richard Knopper
- Joel Epalle
- Salaheddine Bassir
- Saïd Chiba
- Talal El Karkouri
- Kennedy Nagoli
- Konstantínos Chalkiás
- Avraam Papadopoulos
- Vladimir Ivić
- Camel Meriem
- Sebastián Abreu
- Artur Lekbello
- Ricardo Faty
- Mehdi Nafti

## Identité du club

### Historique du logo

Ancien logo
Ancien logo

### Rivalités
Le grand et étérnel rival de l'Aris FC est le club voisin du PAOK Salonique, la confrontation de ces deux formations donnant lieu à ce que l'on appelle le derby du Nord (Ντέρμπι του Βορρά en Grec). Une rivalité moindre est entretenue avec le troisième club de Thessalonique, l'Iraklis Thessalonique.